# Röd borstskål
Röd borstskål (Cheilymenia fimicola) är en svampart som först beskrevs av De Not. & Bagl., och fick sitt nu gällande namn av Dennis 1978. Röd borstskål ingår i släktet Cheilymenia och familjen Pyronemataceae.  Arten är reproducerande i Sverige. Inga underarter finns listade i Catalogue of Life.
I den svenska databasen Dyntaxa används istället namnet Cheilymenia coprinaria för samma taxon.  Arten är reproducerande i Sverige.